# Charly du Noyer
Charly du Noyer, född 19 april 2012 i Frankrike, är en fransk varmblodig travhäst. Han tränades av Philippe Allaire och kördes av Yoann Lebourgeois.
Charly du Noyer tävlade åren 2014–2019 och sprang in 839 790 euro på 55 starter varav 12 segrar, 6 andraplatser och 5 tredjeplatser. Han tog karriärens största segrar i Critérium des 3 ans (2015), Gran Premio Orsi Mangelli (2015), Critérium des 4 ans (2016), Prix Jules Thibault (2016), Prix Gaston Brunet (2016) och Prix Jean Le Gonidec (2016). Han har även kommit på andraplats i Prix Octave Douesnel (2016), Prix Jockey (2017) och Critérium des 5 ans (2017) samt på tredjeplats i Prix Charles Tiercelin (2016), Critérium Continental (2016), Prix de Bretagne (2017) och Prix Ténor de Baune (2017).

## Karriär
Han deltog i världens största travlopp Prix d'Amérique två gånger, 2018 och 2019, men det blev ingen seger där.
Efter karriären har han verkat som avelshingst i Frankrike. Det har varit ett stort intresse för honom i aveln, hans skattade avelsvärde är högt och han blev bland annat valet av hingst till Bold Eagles rekorddyra syster Hunter Valley. Hans första kull i aveln är födda 2017, och han har redan hunnit lämnat efter sig tre stora stjärnor i Helgafell (2017), Hunter Valley (2017) och Jamaica Turbo (2019).